# Rachel Greenová

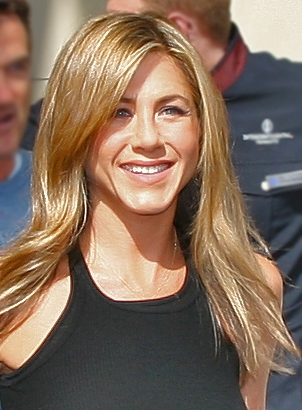
Představitelka Rachel, Jennifer Aniston.

Rachel Karen Greenová (* 5. května 1970) je smyšlená postava v americkém televizním seriálu Přátelé, roli Rachel Greenové hraje Jennifer Anistonová. Do češtiny ji dabovala Miriam Chytilová.
Postava Rachel je mírně ztřeštěná žena, po svém útěku ze svatby v prvním díle seriálu naprosto nesamostatná, která se postupně vypracuje z obyčejné servírky v kavárně Central Perk na místo prodavačky v Bloomingdale's, později i na místo nákupčí pro Ralpha Laurena, z tohoto místa je propuštěna kvůli rozhovoru s konkurenčním Guccim, později dostane nabídku práce v pařížské pobočce firmy Louis Vuitton. Miluje módu, je bláznivá, jejím otcem je doktor Leonard Green, matkou je Sandra Greenová. Rachel má dvě sestry, Amy (hraje ji Christina Applegateová) a Jill (hraje ji Reese Witherspoonová).

## Vztahy
Rachel provázel skoro po celý seriál vztah s bratrem Moniky Rossem. Ross byl do Rachel zamilovaný již na střední škole, nikdy jí o svém pocitu neřekl, později si dali první polibek ve veřejné prádelně. Ross odjel do Číny na archeologické vykopávky a Rachel si uvědomila, že je do něj také zamilovaná. Po návratu s ním chtěla začít chodit, ale Ross přijel s novou přítelkyní Julií. Později spolu začnou opravdu chodit, po neshodách se spolu rozcházejí, Ross se tentýž večer vyspal s dívkou od kopírky Chloe a to Rachel ublížilo. Rachel a Ross se rozešli ve scéně, kde je z vedlejšího pokoje poslouchala celá skupina přátel. Ross si potom našel přítelkyni, která s celou partou jela k moři. Rachel si uvědomila, že Rosse pořád miluje. Ross se rozešel se svojí tehdejší přítelkyní. Rachel mu mezitím napsala osmnáctistránkový dopis, v němž po něm chce, aby převzal veškerou zopovědnost za chyby v jejich vztahu. Ross nad dopisem usnul a později s tímto stanoviskem nesouhlasil a znovu se rozešli. Později si v Londýně Ross bral svoji někdejší přítelkyni Emily, Rachel do něj stále byla zamilovaná a původně nechtěla na svatbu přijet, později se těsně před obřadem objevila v londýnském kostele a Ross řekl místo Beru si tě Emily – Beru si tě Rachel. Tím se mu opět nevydařilo manželství. Na výletu do Las Vegas vstoupili Ross a Rachel do manželství, později žádali o anulaci manželství. V sedmé řadě se spolu Rachel a Ross vyspali, Rachel zjistila, že je těhotná a čeká své první dítě. Později se do Rachel zamiloval i Joey, následně i ona do něj, v poslední epizodě, kdy se Rachel chystá odjet do Paříže, Ross a Phoebe zastavili letadlo s Rachel a Ross jí řekl, že ji pořád miluje, ona mu řekla, že do Paříže poletí i přesto. Později v Rossově bytě měl Ross na záznamníku vzkaz, kde mu Rachel sdělila, že ho také miluje. Vystoupila z letadla, políbili se a pokračují ve svém vztahu.
Dříve, než začala Rachel chodit s Rossem, měla krátký románek s Italem Paolem. V osmé sérii se do Rachel zamiloval Joey. Na konci deváté série se spolu dali dohromady, kvůli Rossovi se ale dohodli, že zůstanou jen přáteli.